# ×Calammophila don-hensonii
Calammophila don-hensonii là một loài thực vật có hoa trong họ Hòa thảo. Loài này được Reznicek & Judz. mô tả khoa học đầu tiên năm 1996.